# Kozolupy (nádraží)
Kozolupy jsou železniční stanice v jižní části obce Kozolupy v okrese Plzeň-sever v Plzeňském kraji nedaleko řeky Mže. Leží na trati Plzeň–Cheb. Stanice je elektrizovaná (25 kV, 50 Hz AC). Díky své poloze slouží též k obsluze nedalekého Města Touškov.

## Historie
Stanice byla vybudována jakožto součást Dráhy císaře Františka Josefa (KFJB) spojující Vídeň, České Budějovice a Cheb, podle typizovaného stavebního návrhu. Tehdy nesla stanice název Touškov. 28. ledna 1872 byl s místním nádražím uveden do provozu celý nový úsek trasy z Plzně do Chebu, kudy bylo možno pokračovat po železnici do Německa. Po zestátnění KFJB v roce 1884 pak obsluhovala stanici jedna společnost, Císařsko-královské státní dráhy (kkStB), po roce 1918 pak správu přebraly Československé státní dráhy.
Elektrická trakční soustava zde byla zprovozněna roku 1967.

## Popis
Stanicí prochází Třetí železniční koridor, vede tudy dvoukolejná trať. V roce 2011 byla dokončena úprava nádraží na koridorové parametry: nachází se zde dvě krytá ostrovní nástupiště s podchody a elektronickým informačním systémem.